# Hardcore Justice (2010)
Hardcore Justice est un Pay-per-view de catch organisé par la Total Nonstop Action Wrestling qui s'est déroulé le 8 août 2010 a Orlando en Floride
Le pay-per-view fut en 2010 exceptionnellement une réunion des anciens de la fédération Extreme Championship Wrestling. Seuls d'anciens catcheurs de la fédération (employés à la TNA ou non) y participaient.

## Contexte
Les spectacles de la Total Nonstop Action Wrestling en paiement à la séance sont constitués de matchs aux résultats prédéterminés par les scénaristes de la TNA. Ces rencontres sont justifiées par des storylines - une rivalité avec un catcheur, la plupart du temps - ou par des qualifications survenues dans les émissions de la TNA telles que TNA Xplosion et TNA Impact!. Tous les catcheurs possèdent un gimmick, c'est-à-dire qu'ils incarnent un personnage face (gentil), heel (méchant) ou tweener (neutre, apprécié du public), qui évolue au fil des rencontres. Un pay-per-view comme Hardcore Justice est donc un évènement tournant pour les différentes storylines en cours.

### Résultats
- 6-man tag team match : The F.B.I (Little Guido, Tracy Smothers & Tony Luke) (w/ Sal. E Graziano) def. Kid Kash, Simon Diamond & Johnny Swinger (10:45)
  - Pendant le match une musique s'est mise en route et tout le monde s'est mis à danser.
- Too Cold Scorpio def. C.W. Anderson (6:48)
  - Après le match les deux lutteurs se sont serré la main.
- Stivie Richards (w/ Nova & The Blue Tilly) def. P.J. Polaco (6:33)
  - Après le match P.J. Polaco attaque Stevie avec un Kendo Stick mais le Sandman arrive et sauve Stevie Richards en attaquant Polaco avec son Kendo Stick.
- Three-way dance match : Rhino def. Brother Runt et Al Snow (6:01)
- South Philadelphia Street Fight Tag Team match : Team 3D (D-Von Dudley & Brother Ray) (w/ Joel Gertner) def. Axl Rotten & Kahoneys (11:54)
  - La bagarre s'est prolongée dans le public.
  - La team 3D l'emporte en faisant passer Kahoneys à travers une table en feu.
  - Après le match les Gangstas : New Jack & Mustafa attaquent la Team 3D avant de célébrer avec ces derniers.
- Special Guest Referee (Mick Foley) : Raven def. Tommy Dreamer (16:59)
  - Plusieurs armes ont été utilisées, allant de l’échelle à la chaise en passant par le barbelé, les deux catcheurs étaient en sang.
  - La bWo est intervenu pour aider Raven, Foley a alors attaqué Raven et le valet de ce dernier est venu frapper Dreamer.
  - Foley a porté son Mandible Claw avec des barbelés sur le valet.
  - Raven a attaché Dreamer avec des menottes pour le frapper, mais Beulah (femme de Dreamer, ex de Raven) est intervenu pour lui en empêcher. Raven a quand même frappé Dreamer et ensuite Foley, avant que Beulah ne lui porte un Low Blow.
  - Raven l'emporte en faisant un DDT sur Dreamer qui était menotté.
- Harcore Rules Match : Rob Van Dam (w/ Bill Alfonso) def. Sabu (17:15)
  - Après le match, les deux lutteurs se félicitent et plusieurs de leurs amis arrivent pour célébrer.